# Монтепетра (Форли-Чезена)
Монтепетра (итал. Montepetra) је насеље у Италији у округу Форли-Чезена, региону Емилија-Ромања.
Према процени из 2011. у насељу је живело 19 становника. Насеље се налази на надморској висини од 480 м.